# Parentignat
Parentignat település Franciaországban, Puy-de-Dôme megyében. Lakosainak száma 481 fő (2022. január 1.). Parentignat Brenat, Le Broc, Issoire, Orbeil, Les Pradeaux, Saint-Rémy-de-Chargnat és Varennes-sur-Usson községekkel határos.

## Népesség
A település népességének változása:
| Lakosok száma | 490  | 515  | 569  | 523  | 510  | 499  | 488  | 485  | 481  |
|               | 2013 | 2015 | 2016 | 2017 | 2018 | 2019 | 2020 | 2021 | 2022 |